# Enrico Coen

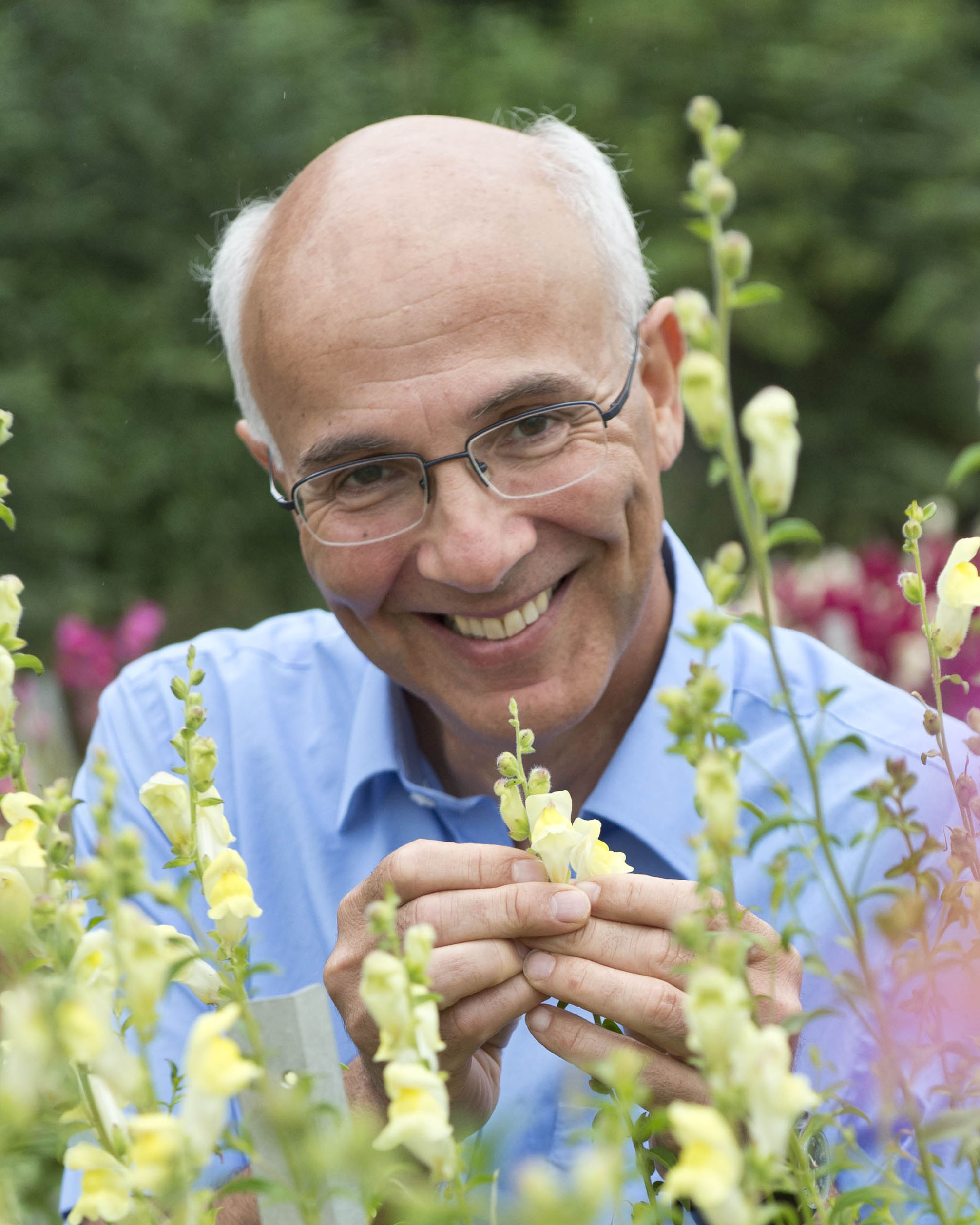
Enrico Coen mit Löwenmäulchen

Enrico Sandro Coen (*  29. September 1957) ist ein britischer Genetiker und Botaniker. Er befasst sich mit der Genetik der Blütenentwicklung bei Pflanzen.
Coen studierte an der Universität Cambridge (King’s College) mit dem Abschluss 1979 und der Promotion 1982 bei Gabriel Dover mit einer Dissertation über die Evolution und Funktionen von Genen bei Drosophila, die für die RNA-Produktion in Ribosomen zuständig sind (The dynamics of multigene family evolution in Drosophila). Danach studierte er Supergene von Primeln am Plant Breeding Institute in Cambridge, was er 1984 im Labor von Rosemary Carpenter und Brian Harrison am John Innes Centre in Norwich fortsetzte mit Löwenmäulern (Antirrhinum majus) als Versuchsobjekt und neu eingeführten Modellorganismen für das genetische Studium der Blütenentwicklung (neben Arabidopsis thaliana). Dabei fand er drei Arten von Supergenen, die die Entwicklung steuerten: Klasse A die Kelchblätter, Klasse A und B die Kronblätter, Klasse C die Fruchtblätter und B und C die Staubblätter. Mit Elliot Meyerowitz entwickelte er Computerprogramme zur Simulation der genetischen Steuerung der Entwicklung von Blüten und deren Farben. Auf diesem Gebiet arbeitete er auch mit dem Informatiker Przemysław Prusinkiewicz zusammen. Er ist Professor an der University of East Anglia.
Er ist Fellow der Royal Society (1998) und auswärtiges Mitglied der National Academy of Sciences (2001). 1996 erhielt er die EMBO Gold Medal, 1997 die Linné-Medaille, 2004 die Darwin-Medaille und hielt 2016 die Croonian Lecture und erhielt im selben Jahr die Waddington Medal. 2012 bis 2015 war er Präsident der Genetics Society.

## Schriften (Auswahl)
- mit John Thoday, Gabriel Dover: Rate of turnover of structural variants in the rDNA gene family of Drosophila melanogaster, Nature, Band 295, 1982, S. 564–568.
- mit E. Meyerowitz: The war of the whorls: genetic interactions controlling flower development, Nature, Band 353, 1991, S.  31–37
- mit R. Carpenter: Floral homeotic mutations produced by transposon-mutagenesis in Antirrhinum majus, Genes Dev., Band 4, 1990, S. 1483–1493.
- Floral Symmetry, EMBO Journal, Band 15, 1996, S. 6777–6788
- mit D. Luo u. a.: Origin of floral asymmetry in Antirrhinum,  Nature, Band 383, 1996, S. 794–799.
- mit D. Bradley u. a.: Control of inflorescence architecture in Antirrhinum, Nature, Band 379, 1996, S. 791–797
- mit D. Luo u. a.: Control of organ asymmetry in flowers of Antirrhinum, Cell, Band 99, 1999, S. 367–376
- mit Pilar Cubas, Coral Vincent: An epigenetic mutation responsible for natural variation in floral symmetry, Nature, Band 401, 1999, S. 157–161
- The Art of Genes, Oxford UP 2000
- mit A.-G. Rolland-Lagan, A. Bangham:  Growth dynamics underlying petal shape and asymmetry, Nature, Band 422. 2003, S. 161–163
- mit A.-G. Rolland-Lagan, M. Matthews, A. Bangham, P. Prusinkiewicz: The genetics of geometry,  Proc. Nat. Acad. Sci. USA, Band 101, 2004, S.  4728–4735
- Cells to civilization: the principles of change that shape life, Princeton UP 2012
  - Deutsche Ausgabe: Die Formel des Lebens. Von der Zelle zur Zivilisation, Hanser 2012
- mit D. Bradley u. a.: Evolution of flower color pattern through selection on regulatory small RNAs, Science, Band 358, 2017, S. 925–928.
- mit C. D. Whitewoods u. a.: Evolution of carnivorous traps from planar leaves through simple shifts in gene expression, Science, Band 367, 2020, S. 91–96.
- mit A. E. Richardson u. a.: Evolution of the grass leaf by primordium extension and petiole-lamina remodeling, Science, Band 374, 2021, S. 1377–1381